# Sian Heder
Sian Heder  /ˈʃɑːn_ˈheɪdər/ (Cambridge, Massachusetts, Estados Unidos, 23 de junio de 1977) es una directora, guionista, productora y actriz estadounidense de cine y televisión. Es conocida por dirigir y escribir la película dramática CODA (2021), que le valió un Premio Óscar en la categoría Mejor guion adaptado.

## Vida personal
Heder nació el 23 de junio de 1977 en Cambridge, Massachusetts, Estados Unidos. Se graduó de la Escuela de Drama de la Universidad Carnegie Mellon.
Heder está casada con el actor y productor David Newsom, con quien tiene dos hijos. Es hija de los artistas Mags Harries y Lajos Héder, ambos inmigrantes, siendo Mags Harries de Gales y Lajos Héder de Hungría.

## Carrera
Después de graduarse, Heder se mudó a Hollywood para convertirse en actriz y guionista mientras trabajaba para una agencia de niñeras. En la agencia, trabajó para huéspedes con niños alojados en hoteles de cuatro estrellas y sus experiencias inspiraron su primer cortometraje.
A principios de 2005, el guion de Mother fue uno de los 8 elegidos para recibir una beca del prestigioso DWW (Taller de dirección para mujeres) del American Film Institute. Mother, el primer cortometraje de Heder como escritora y directora, ganó el Gran Premio del Jurado al "Mejor Cortometraje Narrativo" en el Festival de Cine de Florida. Mother también recibió honores en la Competencia Cinéfondation del Festival de cine de Cannes y el Festival Internacional de Cine de Seattle. Desde entonces, la película ha sido seleccionada para aparecer en competencia en el Festival Internacional de Cortometrajes de Palm Springs y el Festival de Cine de Londres del British Film Institute.
En 2010, Heder ganó un Premio Peabody, junto con sus colegas escritores, por su trabajo en la aclamada serie de televisión estadounidense Men of a Certain Age. En 2011, escribió y dirigió una comedia corta, Dog Eat Dog (A Short Tale), protagonizada por Zachary Quinto, para crear conciencia sobre la adopción de mascotas, cuyo trabajo se puede ver de forma gratuita en YouTube. Escribió para las temporadas 1 y 3 de la serie original de Netflix Orange Is the New Black antes de tomarse un descanso de ese trabajo para dirigir la película Tallulah.
En 2015, Sian Heder dirigió Tallulah, protagonizada por Elliot Page y Allison Janney. Tallulah fue respaldada por Route One Entertainment, Maiden Voyages Pictures y Ocean Blue Entertainment. La película se estrenó como una de las 65 películas seleccionadas para el Festival de Cine de Sundance del 21 al 31 de enero en Utah. Netflix obtuvo los derechos mundiales para emitir Tallulah en enero de 2016. La película recibió críticas positivas y se estrenó el 29 de julio de 2016.
En 2021, la película CODA de Heder se estrenó en el Festival de Cine de Sundance. Más recientemente, firmó un contrato con Apple, quienes compraron la cinta por 25 millones de dólares.

## Filmografía

### Cine
| Año  | Título               | Directora | Guionista | Actriz | Nota                                      |
| ---- | -------------------- | --------- | --------- | ------ | ----------------------------------------- |
| 2002 | West Bank Brooklyn   |           |           | ✓      |                                           |
| 2004 | Dorian Blues         |           |           | ✓      |                                           |
| 2013 | Breakup at a Wedding |           |           | ✓      |                                           |
| 2016 | Tallulah             | ✓         | ✓         |        |                                           |
| 2021 | CODA                 | ✓         | ✓         |        | Ganadora del Óscar a Mejor guion adaptado |

### Televisión
| Año       | Título                            | Directora | Guionista | Actriz | Productora | Nota         |
| --------- | --------------------------------- | --------- | --------- | ------ | ---------- | ------------ |
| 2000      | Law & Order: Special Victims Unit |           |           | ✓      |            | 1 episodio   |
| 2001      | The Sopranos                      |           |           | ✓      |            | 1 episodio   |
| 2004      | Charmed                           |           |           | ✓      |            | 1 episodio   |
| 2007      | Boston Legal                      |           |           | ✓      |            | 1 episodio   |
| 2007      | Dirt                              |           |           | ✓      |            | 1 episodio   |
| 2008      | Numb3rs                           |           |           | ✓      |            | 1 episodio   |
| 2010-2011 | Men of a Certain Age              |           | ✓         |        |            | 2 episodios  |
| 2013-2015 | Orange Is the New Black           | ✓         | ✓         |        | ✓          | 20 episodios |
| 2017      | The Path                          | ✓         |           |        |            | 1 episodio   |
| 2017-2018 | GLOW                              | ✓         |           |        |            | 2 episodios  |
| 2018      | Queen Fur                         | ✓         |           |        |            |              |
| 2020      | Little America                    | ✓         | ✓         |        | ✓          | 1 episodio   |

### Cortometrajes
- 2006: Mother (directora, guionista)
- 2007: At Last (actriz)
- 2012: Dog Eat Dog (directora, guionista, actriz, productora)

## Premios y distinciones
Premios Óscar:
| Año  | Categoría            | Película | Resultado |
| ---- | -------------------- | -------- | --------- |
| 2022 | Mejor guion adaptado | CODA     | Ganadora  |

Premios BAFTA:
| Año  | Categoría            | Película | Resultado |
| ---- | -------------------- | -------- | --------- |
| 2022 | Mejor guion adaptado | CODA     | Ganadora  |

Festival de Cine de Cannes:
| Año  | Categoría            | Película | Resultado |
| ---- | -------------------- | -------- | --------- |
| 2006 | Premio Cinefondation | Mother   | Nominada  |